# Rodolphe Meyer
Rodolphe Meyer est un ingénieur et docteur en sciences de l’environnement connu pour son travail de vulgarisation scientifique sur les problèmes de l'environnement et du changement climatique, en particulier avec sa carrière de vidéaste sur sa chaîne YouTube Le Réveilleur qui comptabilise en avril 2023 plus de 8 millions de vues et plus de 190 000 abonnés.

## Biographie
Rodolphe Meyer est ingénieur diplômé de l'École supérieure de physique et de chimie industrielles de la ville de Paris (ESPCI Paris) où il est entré en 2010.
C'est au cours de son année d'Erasmus en Norvège qu'il suit ses premiers cours en écologie industrielle, le sensibilisant aux questions environnementales. Mais, c'est seulement par la suite — et en parallèle de sa thèse qu'il effectue au Luxembourg — qu'il lance sa chaîne YouTube en commençant par des vidéos sur l'économie ; puis à partir de 2015, il entreprend une première série portant sur les problèmes environnementaux d'un point de vue scientifique. L'ensemble de ses vidéos depuis traitent de ces problématiques (série sur les causes du changement climatique ; série sur les ressources naturelles, série sur les énergies…).
Ses premières vidéos font moins de dix minutes mais se distinguent des autres vidéos sur la plateforme par la présence systématique de sources académiques pour soutenir ses affirmations.
Il soutient en 2017 une thèse de doctorat portant sur l’analyse du cycle de vie, une méthode d’évaluation multicritère des impacts environnementaux d’un produit.
Son travail est considéré comme de la « vulgarisation pointue », ses vidéos durant environ 40 minutes, exigeant une centaine d'heures de travail. Il a également créé son blog de vulgarisation scientifique qui reprennent ses vidéos en y ajoutant les sources détaillées. Il voit son travail comme complémentaire à ce qui se fait dans les autres médias, ces derniers ne permettant pas assez, selon lui, de rentrer dans les détails et de restituer la vision qu'ont les scientifiques des problèmes environnementaux.
Rodolphe Meyer collabore avec le journal Le Monde par deux fois en contribuant à des vidéos de vulgarisation sur le réchauffement climatique : une première vidéo en juillet 2021 sur l'impact de ce réchauffement et une deuxième vidéo un an plus tard sur les acteurs responsables de ce réchauffement.

## Controverses
En 2020, Rodolphe Meyer est accusé par Reporterre et Le Vent Se Lève de partialité dans son traitement de la question du nucléaire, eu égard à certaines de ses positions, notamment contre la fermeture de la centrale nucléaire de Fessenheim, pour l'enfouissement des déchets radioactifs, ainsi que pour son analyse minimisant l'impact de l'accident nucléaire de Fukushima. Il est ainsi considéré par certains comme un influenceur, portant une ligne pro-nucléaire,,. Le vidéaste répond en publiant une vidéo présentant la défense de tous ses chiffres concernant Fukushima.